# Distrito Histórico de Boston-Edison
El Distrito Histórico de Boston-Edison es un barrio histórico ubicado en el centro geográfico de Detroit, Míchigan. Consiste en más de 900 casas construidas en West Boston Boulevard, Chicago Boulevard, Longfellow Avenue y Edison Avenue, que se extiende desde Woodward Avenue en el este hasta Linwood Avenue en el oeste. Es uno de los distritos históricos residenciales más grandes de la nación. Está rodeado por el Seminario Mayor del Sagrado Corazón al occidente, el Distrito Histórico de Arden Park-East Boston y la Catedral del Santísimo Sacramento al oriente, y el Distrito Histórico de la Avenida Atkinson al sur. Fue designado Sitio Histórico del Estado de Míchigan en 1973 y se incluyó en el Registro Nacional de Lugares Históricos en 1975.

## Descripción
Un número considerable de prominentes habitantes de Detroit ha vivido en el vecindario. Residentes notables incluyen al líder sindical Walter P. Reuther, el rabino Morris Adler, los Tigres de Detroit Harry Heilmann y Dizzy Trout, los jueces de la Corte Suprema de Míchigan Franz C. Kuhn y Henry Butzel, el representante de los Estados Unidos Vincent M. Brennan, el gobernador de Míchigan Harry Kelly, el boxeador Joe Louis, el farmacéutico Sidney Barthwell, el congresista Charles C. Diggs Jr., el fundador del sello discográfico Motown Berry Gordy, el tigre de Detroit Willie Horton y el dentista y propietario pionero de la estación de radio WCHB, Wendell F. Cox.
El Distrito cuenta con la asociación de vecindarios continua más antigua de la ciudad, la Asociación Histórica de Boston-Edison, que fue fundada en 1921. El Distrito recibió la designación histórica de la Oficina de Preservación Histórica del Estado de Míchigan en 1973, la Comisión del Distrito Histórico de Detroit en 1974 y el Registro Nacional de Lugares Históricos en 1975.
Los datos del censo de 2000 (que incluyen las calles circundantes de Atkinson, Clairmount y Glynn Court) muestran que Boston-Edison tiene residentes tanto afroamericanos como caucásicos. Las viviendas son propiedad de personas de diversas ocupaciones y profesiones.

## Historia
La tierra ahora dentro de los límites de Boston-Edison fue propiedad de John R. Williams (a quien se le concedió una sola parcela en 1822) y Thomas Palmer (a quien se le concedieron tres parcelas en 1828 y 1832). Estas cuatro subvenciones originales se transfirieron de propietario a propietario durante los siguientes cincuenta años hasta que fueron obtenidas por la familia Joy, la familia Newberry y Edward W. Voigt.

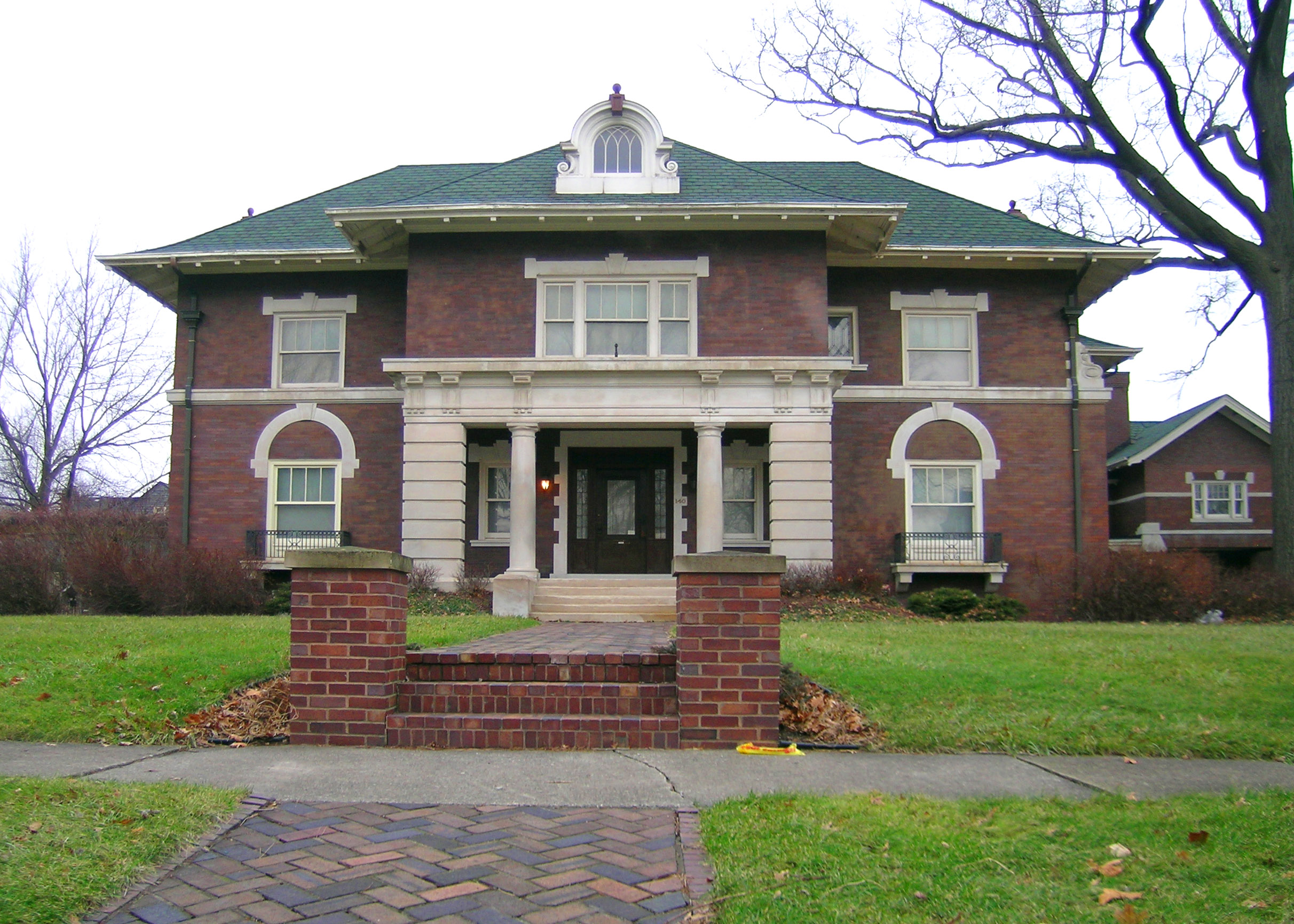
Casa de Henry Ford (1908), diseñada por la firma Malcomson, Higginbottom y Clement.

En 1891, Voigt, previendo el crecimiento de Detroit hacia el norte, planificó la subdivisión de Voigt Park, que consta de siete calles este / oeste entre Woodward y Hamilton: Calvert Avenue, Glynn Court, Schiller Esplanade, Shakespeare Esplanade, Longfellow Avenue, Edison Avenue y Atkinson Avenue. Cuatro de estas calles, Schiller Esplanade (ahora Boston Boulevard), Shakespeare Esplanade (ahora Chicago Boulevard), Longfellow Avenue y Edison Avenue, formaban el vecindario Boston-Edison. La ubicación del parque del vecindario debía haber sido originalmente entre los bulevares de Chicago y Boston, pero luego se cambió para ubicarse entre las avenidas Longfellow y Edison.
La subdivisión de Voigt Park se incorporó inmediatamente a la ciudad de Detroit. Voigt planificó lotes espaciosos y estableció restricciones de construcción que establecieron el carácter único del vecindario. Su visión fue seguida por Truman y John Newberry, quienes planificaron la subdivisión de West Boston Boulevard entre Hamilton y 12th Street (ahora "Rosa Parks Boulevard") en 1913. La subdivisión incluía lotes en West Boston, Chicago, Longfellow y Edison, así como en Atkinson al sur. En 1915, Henry B. Joy planificó la subdivisión de Joy Farms entre 12th Street y Linwood. Esta subdivisión incluía lotes en las mismas siete calles originalmente planificadas por Voigt. Ambas subdivisiones fueron anexadas por la ciudad de Detroit en 1915.

## Arquitectura
Las primeras casas datan de 1905, pero la mayoría fueron construidas entre 1905 y 1925. Cada una es única. Los estilos arquitectónicos representados incluyen el neo-tudor, el neoclásico, el renacimiento provincial francés, el renacimiento colonial, el neorrenacentista, el estilo de la pradera y el vernáculo.
Estas casas varían en tamaño, desde modestas residencias vernáculas de dos pisos hasta mansiones masivas ubicadas en terrenos extensos. Aunque las casas tienen un estilo único, son generalmente uniformes en la línea del techo, la escala, el retroceso de la calle y en el uso de construcciones de piedra, ladrillo o madera.
| Nombre                 | Imagen | Año  | Dirección                 | Estilo                 | Arquitecto                        | Notas y referencias |
| ---------------------- | ------ | ---- | ------------------------- | ---------------------- | --------------------------------- | --- |
| Casa Walter O. Briggs  |        | 1915 | 700 West Boston Boulevard | Estilo señorial inglés | Chittenden & Kotting              | Esta casa fue construida para Walter O. Briggs, el fundador de Briggs Manufacturing Company, una empresa de fabricación de carrocerías y propietario de los Detroit Tigers. La casa está construida con piedra de campo de color claro. |
| Casa James Couzens     |        | 1910 | 610 Longfellow Avenue     | Neotudor               | Albert Kahn                       | Esta casa fue construida para James Couzens, quien en ese momento era uno de los principales accionistas de la inmensamente rentable Ford Motor Company. Después de dejar la compañía Ford Motor, James Couzens ingresó al servicio público, convirtiéndose en alcalde de Detroit y más tarde en senador de los Estados Unidos. Su hijo, Frank Couzens, también se desempeñó como alcalde de Detroit y vivió en esta casa. |
| Casa Charles T. Fisher |        | 1915 | 670 West Boston Boulevard | Neotudor               | George D. Mason                   | Esta casa fue construida para Charles T. Fisher, presidente de Fisher Body Corporation. Es la casa más grande del distrito histórico de Boston-Edison con 1672 m². |
| Casa Henry Ford        |        | 1908 | 140 Edison Avenue         | Neorrenacentista       | Malcomson, Higginbottom & Clement | Esta casa fue construida para Henry Ford y su esposa Clara, el mismo año en que el Modelo T entró en producción en la cercana planta Ford Piquette Avenue. Los Ford vivieron aquí hasta 1914, cuando se completó su finca de Fair Lane en Dearborn. Un marcador histórico del estado de Míchigan se coloca delante de esta casa.                                                                                           |
| Casa Berry Gordy       |        | 1917 | 918 West Boston Boulevard | Neorrenacentista       |                                   | Construido originalmente en 1917 para Nels Michelson, un hombre de negocios danés que hizo su fortuna en madera y bienes raíces, la mansión de 1000 m² fue comprada en 1967 por Berry Gordy, el fundador de Motown Records. También se conoce con el nombre de Motown Mansion.. |
| Casa S. S. Kresge      |        | 1914 | 70 West Boston Boulevard  | Villa mediterránea     | Meade & Hamilton                  | Esta casa fue construida para Sebastian S. Kresge, el fundador de S. S. Kresge Company, el precursor de K-Mart. La casa de estuco está ubicada en el lote más grande del vecindario Boston-Edison.. |
| Casa Benjamin Siegel   |        | 1914 | 150 West Boston Boulevard | Neorrenacentista       | Albert Kahn                       | Esta casa fue construida para Benjamin Siegel, el fundador de una gran tienda de ropa para mujeres. Está construido íntegramente en piedra caliza, manteniendo un estricto sentido de simetría. |